# ゲオルギイ・フロロフスキイ

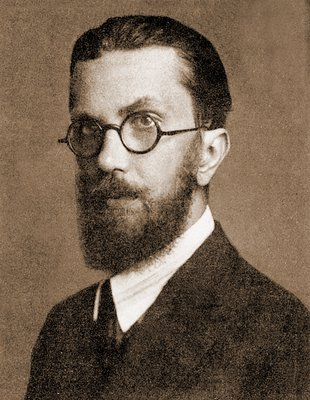

ゲオルギイ・ヴァシリエヴィチ・フロロフスキイ（ロシア語: Георгий Васильевич Флоровский, 英語: Georges Vasilievich Florovsky, 1893年9月9日（ユリウス暦8月28日） ロシア帝国 - 1979年8月11日 アメリカ合衆国）は、正教会の神学者、歴史学者、エキュメニズムのパイオニア。セルゲイ・ブルガーコフ、ウラジーミル・ロースキイ、ユスティン・ポポヴィチ、ドゥミトル・スタニロアエらとともに、20世紀の正教会において最も重要な神学者の一人に数えられる。

## 生涯
フロロフスキイは正教会の司祭の4番目の子としてオデッサに生まれた。学究的な環境に影響を受けつつ成長し、英語、ドイツ語、フランス語、ラテン語、ギリシャ語、ヘブライ語を在学中に習得。18歳で哲学と歴史を学び始めた。第一段階の卒業後、3年間、オデッサの高校で教師を務め、完全な卒業時にロシア帝国内での全大学での教授資格を得た。1919年に、オデッサ大学で講義を始めたが、1920年にはフロロフスキイの一家はロシアを離れる事を余儀なくされた。若き日のフロロフスキイはこの時、帰国の道が閉ざされた事を知った。マルキシズムは彼が教えていた歴史と哲学を受け入れなかったからである。フロロフスキイはこうして、大量に亡命したロシア人知識人層の一部となった。こうした層の中には、ニコライ・ベルジャーエフ、セルゲイ・ブルガーコフ、ニコライ・ロースキイ、その子ウラジーミル・ロースキイ、アレクサンドル・シュメーマン、ジョン・メイエンドルフがおり、最後の二人はフロロフスキイの後を継いで聖ウラジーミル神学院の学監となった。
1920年代、フロロフスキイは個人的にも職業上も、ニコライ・ベルジャーエフと親しい関係にあった。しかし2人は後年距離を徐々にとるようになった。それは主に、ベルジャーエフがフロロフスキイの神品となった事を理解しなかった事、フロロフスキイがベルジャーエフの「ロシア神学の方法」による宗教哲学に対して批判的態度をとった事による。
1925年に、フロロフスキイはパリの聖セルギイ神学院で聖師父学の教授に任じられた。このテーマに、フロロフスキイは自らの天職を見出した。聖師父学は彼にとり、他の多くのエキュメニズムに係る論稿、批評とともに、正教神学および聖書釈義の基準となった。神学に係るアカデミックな学位を持たなかったにもかかわらず（後に得た幾つかの名誉学位は除く）、フロロフスキイは残りの生涯を神学教育機関での教授に費やした。
1932年、フロロフスキイは正教会の司祭に叙聖された。1930年代を通じて、欧州の図書館を巡って膨大な調査を行い、彼の代表作でありかつ聖師父学の領域で最も重要な著作でもある、『ロシア神学の途』（Ways of Russian Theology）を著した。この重厚な著作において、彼はスコラ神学、敬虔主義、観念論がロシア神学に及ぼした西方教会からの影響に疑問を呈し、ロシア神学を聖師父達の著作の光の中で再評価するよう訴えた。この著作は熱狂的支持と譴責の両方を浴び、亡命ロシア人の間では中立的評価というものは存在しなかった。最も著名な批判者は、宗教哲学者であり社会批評家であったニコライ・ベルジャーエフであった。
1949年、フロロフスキイはニューヨークに移り、1950年、聖ウラジーミル神学院の学監となった。フロロフスキイによる神学教育カリキュラムの拡充は、1953年にニューヨーク大学区理事会（The Board of Regents,The University of the State of New York）から神学院に対して教育法人としての認可（Charter）を受ける結果に繋がった。1955年に学監を解任された。フロロフスキイの最もよく知られる教え子・後継者には、府主教イオアンニス・ジジウラス（Ιωάννης Ζηζιούλας）が居る。

## 著作
- Eastern Fathers of the Fourth Century. Paris, 1931.
- The Ways of Russian Theology (online)
- The Catholicity of the Church online
- The Lost Scriptural Mind online
- On Church and Tradition: An Eastern Orthodox View online
- St. John Chrysostom. The Prophet of Charity online
- The Ascetic Ideal and the New Testament. Reflections on the Critique of the Theology of the Reformation online
- The Limits of the Church, Church Quarterly Review, 1933 (online)
- Following the Holy Fathers (Excerpt of The Collected Works of Georges Florovsky Vol. IV, "Patristic Theology and the Ethos of the Orthodox Church," Part II, p. 15-22) online
- St Gregory Palamas and the Tradition of the Fathers, 1961 online
- Revelation and Interpretation online
- Scripture and Tradition: an Orthodox View online
- The Work of the Holy Spirit in Revelation online
- Holy Icons online
- Collected works published 1972 by Nordland Pub.:
  - Collected Works. Volume 1: Bible, Church, Tradition
  - Collected Works. Volume 2: Christianity and Culture excerpts online
  - Collected Works. Volume 3: Creation and Redemption [excerpts online]
  - Collected Works. Volume 4: Aspects of Church History excerpts online
  - Collected Works. Volume 5: Ways of Russian Theology, Part I
  - Collected Works. Volume 6: Ways of Russian Theology, Part II
  - Collected Works. Volume 7: Eastern Fathers of the Fourth Century
  - Collected Works. Volume 8: Byzantine Fathers of the Fifth Century
  - Collected Works. Volume 9: Byzantine Fathers of the Sixth to Eight Centuries
  - Collected Works. Volume 10: Byzantine Ascetic and Spiritual Fathers
  - Collected Works. Volume 11: Theology and Literature
  - Collected Works. Volume 12: Philosophy
  - Collected Works. Volume 13: Ecumenism I: A Doctrinal Approach
  - Collected Works. Volume 14: Ecumenism II: An Historical Approach